# Matteo Contugi
Matteo Contugi, conosciuto anche come Matteo da Volterra, (Volterra, ... – 1491) è stato uno scrittore italiano che ha operato nella seconda metà del XV secolo a Mantova e ad Urbino.

## Biografia
Nativo di Volterra e figlio di tale Ercolano, proveniente da una famiglia di discrete condizioni socio-economiche, Matteo Contugi è registrato per la prima volta a Mantova nel 1456. Entrato al servizio dei Gonzaga, vi rimane per poco tempo prima di spostarsi, intorno al 1472, a Ferrara alla corte di Ercole I d'Este. Nel 1475 Matteo Contugi, conosciuto anche come Matteo da Volterra per le sue origini, si sposta ad Urbino alla corte di Federico da Montefeltro, ove si concentra maggiormente la sua attività di amanuense e di miniatore e, inoltre, quello di mediatore tra la corte urbinate e quella mantovana. La sua opera principale fu la trascrizione di quello che diventerà il Codice Urbinate latino 365 e che verrà miniato da Guglielmo Giraldi. Rimasto per breve tempo a Urbino dopo la morte di Federico (1482), si spostò poi in varie aree della penisola da dove intrattenne rapporti epistolari con vari interlocutori fino al 1491, quando si perdono le sue tracce.